# Taler, Taler, du musst wandern
Taler, Taler, du musst wandern (auch bekannt als Ringlein, Ringlein, du musst wandern oder als Steinchen-Suchen) ist ein traditionelles Kinderspiel, das sich vor allem an Kinder im Kindergarten und in den ersten Grundschuljahren richtet. Als Material wird lediglich eine Münze oder ein flaches kleines Holzstück benötigt. Während des Spieles wird von allen ein Kinderlied gesungen.

## Vorbereitung und Durchführung
Eine beliebig größere Anzahl Kinder (etwa ab sechs Teilnehmer bis zu fünfzehn oder mehr) sitzen oder stehen im Kreis. Ein Kind hält zwischen seinen beiden Handflächen einen Taler oder – ersatzweise – einen Ring versteckt. Ein anderes Kind steht außerhalb des Kreises und muss aufpassen: Es soll später erraten können, wer den Taler oder Ring erhalten hat.
Die Kinder im Kreis falten ebenfalls die Hände vor dem Bauch, wobei sie die Handflächen leicht geöffnet halten. Während des gemeinsamen Absingens des Liedes geht der Besitzer des Talers nun reihum von Kind zu Kind und hält seine geschlossenen Handflächen in die geöffneten der Teilnehmer. Irgendwann im Verlaufe des Absingens lässt er unbemerkt den Taler in die Hände eines Kindes im Kreis fallen. Ist das Lied zu Ende, muss nun das Ratekind sagen, wer den Taler erhielt. Rät es richtig, darf es nun selbst den Taler wandern lassen. Hat es falsch geraten, ist das Kind mit dem Taler in der Hand an der Reihe.

## Varianten
- In manchen Spielkreisen darf dreimal geraten werden.
- Sind die Namen noch nicht bekannt, darf auch leicht auf die Hände des vermutlichen Besitzers geschlagen werden.
- Es gibt eine Variante, in der die im Kreis sitzenden Kinder den Taler hinter dem Rücken weitergeben. Dazu ist außer dem Ratekind – in der Mitte – kein Kind nötig, um den Taler zu verstecken.
- Der Ring befindet sich an einer langen zusammengebundenen Schnur und wird hinter den Rücken der Kinder im Kreis weitergeschoben. Dabei darf auch die Richtung wechseln[2].

Für einen spannenden Spielverlauf ist es nötig, dass das versteckende Kind nicht mit den täuschenden Bewegungen aufhört, wenn es den Taler in eine Hand hat fallen lassen, da ansonsten der neue Besitzer leicht zu erraten ist. Es wird so lange weiterbewegt, bis das Lied gesungen ist.

## Lied
Der Text des Liedes variiert von Spielgruppe zu Spielgruppe. Als Grundtext kann jedoch gelten (in Klammern einige Alternativen):
Taler, Taler, du musst wandern,

von der einen Hand (dem einen Ort) zur (zum) andern.

Das ist schön (das ist herrlich), das ist schön, (O wie schön, o wie schön,)

Taler lass dich ja nicht seh’n (niemand darf das Ringlein seh’n)

## Sonstiges
- Ein Kurzfilm von Julius Pinschewer machte 1933 mit diesen Worten Werbung für die Sparkasse.

- Eine Kurzgeschichte von Werner E. Hintz schildert unter diesem Titel das Wanderleben eines zerkratzten Zweimarkstückes.

- In dem Hörspiel Mimmelitt, das Stadtkaninchen von Reinhard Lakomy wird das Lied in einer etwas abgeänderten Fassung gesungen.